# Deutsches Fußballmuseum

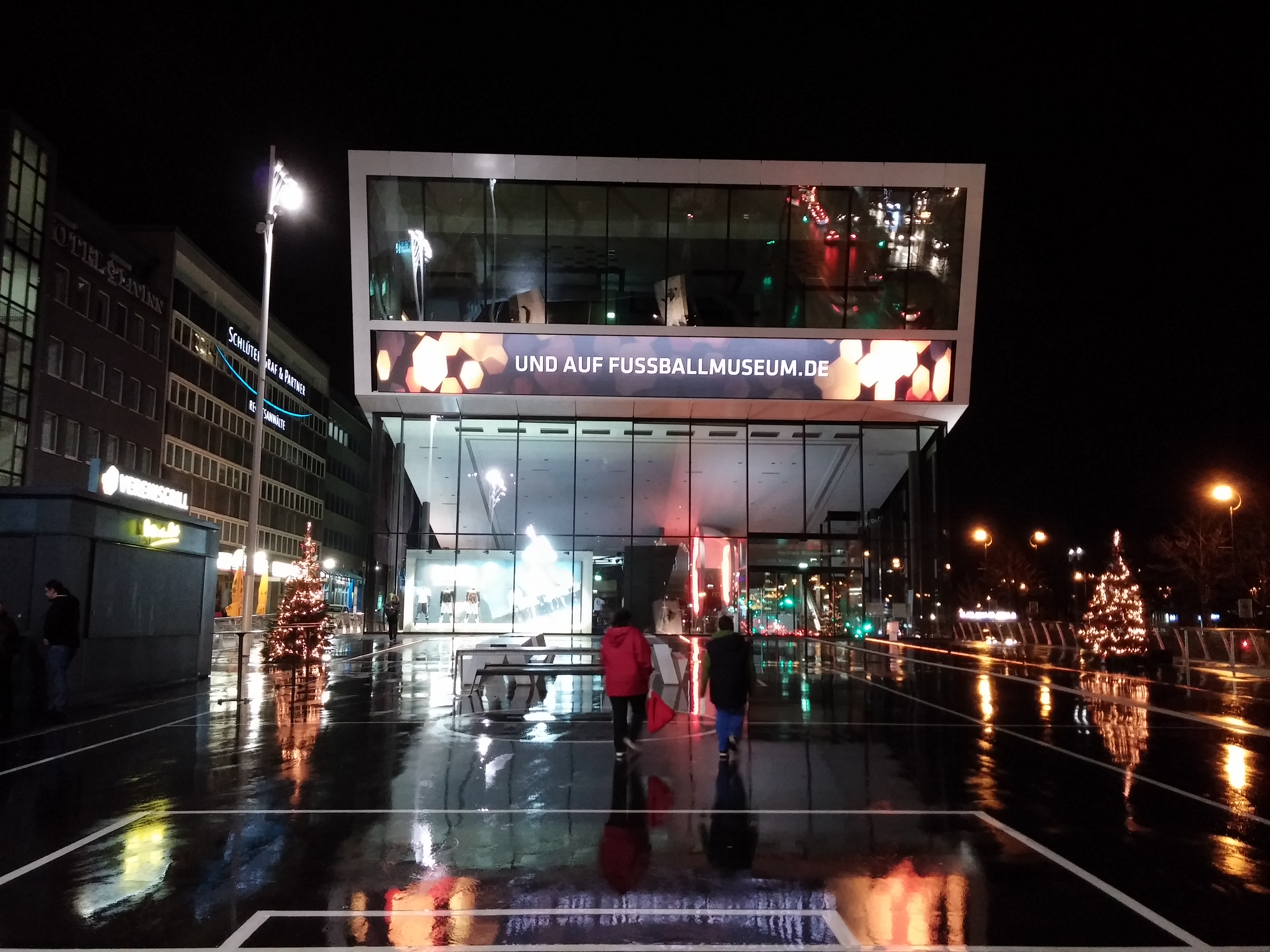
Blick auf den Haupteingang (2015)

Das Deutsche Fußballmuseum wurde am 23. Oktober 2015 als nationales Fußballmuseum des Deutschen Fußball-Bundes (DFB) in Dortmund eröffnet. Die Planungen stammten von der DFB-Stiftung Deutsches Fußballmuseum gGmbH mit Sitz in Dortmund.

## Geschichte
Nach der Fußball-Weltmeisterschaft 2006 in Deutschland entschloss sich der DFB, aus den Gewinnen der Weltmeisterschaft die Errichtung eines nationalen deutschen Fußballmuseums zu finanzieren. Aus 14 Städten, die sich als Standort für das Fußballmuseum beworben hatten, wählte das DFB-Präsidium im Mai 2007 die Städte Köln, Oberhausen, Gelsenkirchen und Dortmund aus und entschied sich damit für einen Standort im bevölkerungsreichsten Bundesland Nordrhein-Westfalen. Auf einem außerordentlichen Bundestag des DFB am 24. April 2009 entschieden sich die Delegierten für das innenstadtnahe Areal südlich des Dortmunder Hauptbahnhofs, das bis zum Baubeginn des Museums als Busbahnhof genutzt worden war.
Für das Gebäude hatte die Stadt Dortmund in Zusammenarbeit mit dem DFB einen internationalen Architektenwettbewerb ausgeschrieben. Am 4. Mai 2011 prämierte das Preisgericht des Wettbewerbs drei Entwürfe aus 24 eingereichten Arbeiten. Einen uneingeschränkten Siegerentwurf gab es nicht. Die Preisrichter vergaben stattdessen eine Preisgruppe mit drei gleichberechtigten Auszeichnungen an die Architektenbüros HPP Hentrich-Petschnigg + Partner (Düsseldorf), ARGE Petersen BWM Architekten und Partner (Dortmund) sowie pmp Architekten (München). Darüber hinaus sprach die Jury Anerkennungen für ihre Arbeiten an die Büros Bolles + Wilson (Münster), LOOC/M (Frankfurt/Main) und Schulte-Frohlinde (Berlin) aus.

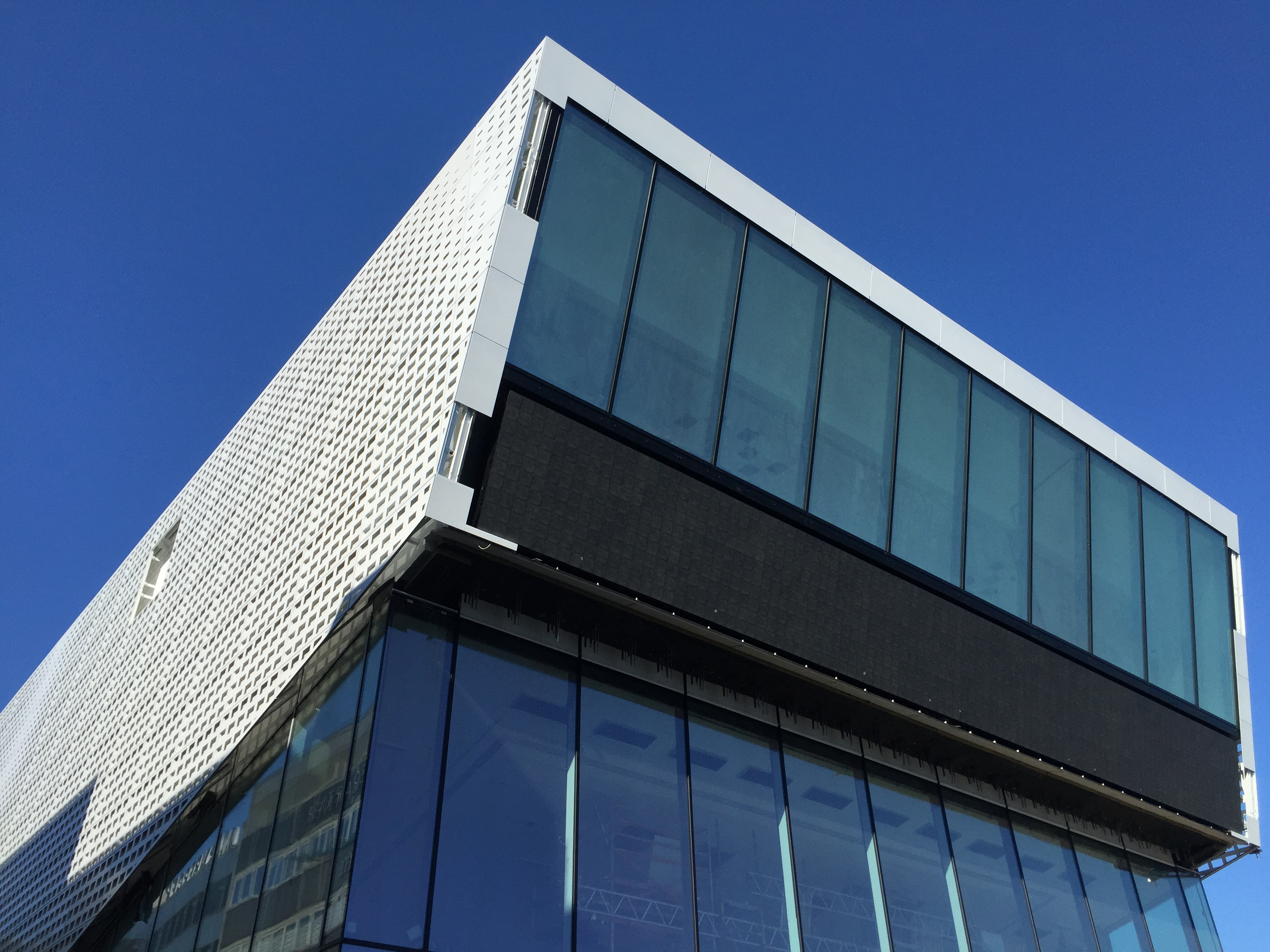
Architektur-Detail DFB-Museum (2015)

Am 29. Juni 2011 wurde bei einer gemeinsamen Pressekonferenz der Stadt Dortmund und des DFB-Fußballmuseums bekanntgegeben, dass die Büros HPP Hentrich-Petschnigg + Partner, Düsseldorf sowie pmp Architekten, München, gleichberechtigt den ersten Platz des internationalen Architekturwettbewerbs belegen. Die ARGE Petersen BWM Architekten und Partner, Dortmund, erreichte Rang drei. Aufgrund der Empfehlung der Jury wurde in Gesprächen der finale Siegerentwurf ermittelt und am 26. September 2011 in der Tagespresse veröffentlicht.
Die Bauarbeiten für das Museum begannen im September 2012; am 20. September erfolgte in Anwesenheit des DFB-Präsidenten Wolfgang Niersbach, der Ministerpräsidentin Hannelore Kraft und OB Ullrich Sierau der symbolische Spatenstich.

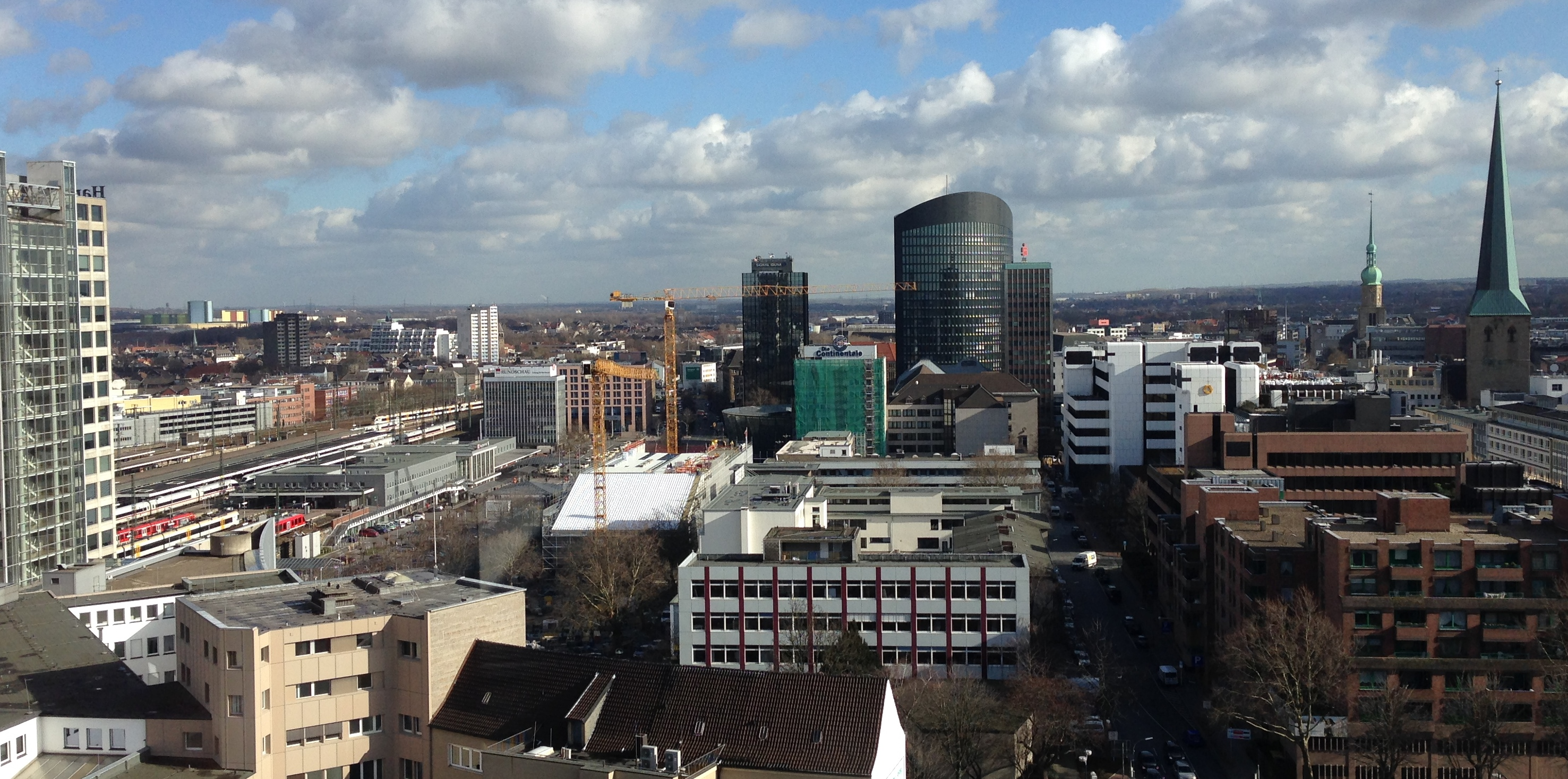
Deutsches Fußballmuseum in der Bauphase (gegenüber dem Hauptbahnhof) (2014)

Die Grundsteinlegung fand am 29. April 2013 statt. Anwesend waren unter anderem Wolfgang Niersbach, Reinhard Rauball und Ute Schäfer. Ein Jahr später, 2014, konnte das Richtfest gefeiert werden. Am 23. Oktober 2015 wurde das Museum eröffnet.

## Lage
Das Deutsche Fußballmuseum befindet sich in unmittelbarer Nähe zum Hauptbahnhof und ist Bestandteil einer Kunst- und Kulturmeile zwischen dem Kreativzentrum Dortmunder U und dem Konzerthaus Dortmund.

## Inhaltliche Ausrichtung

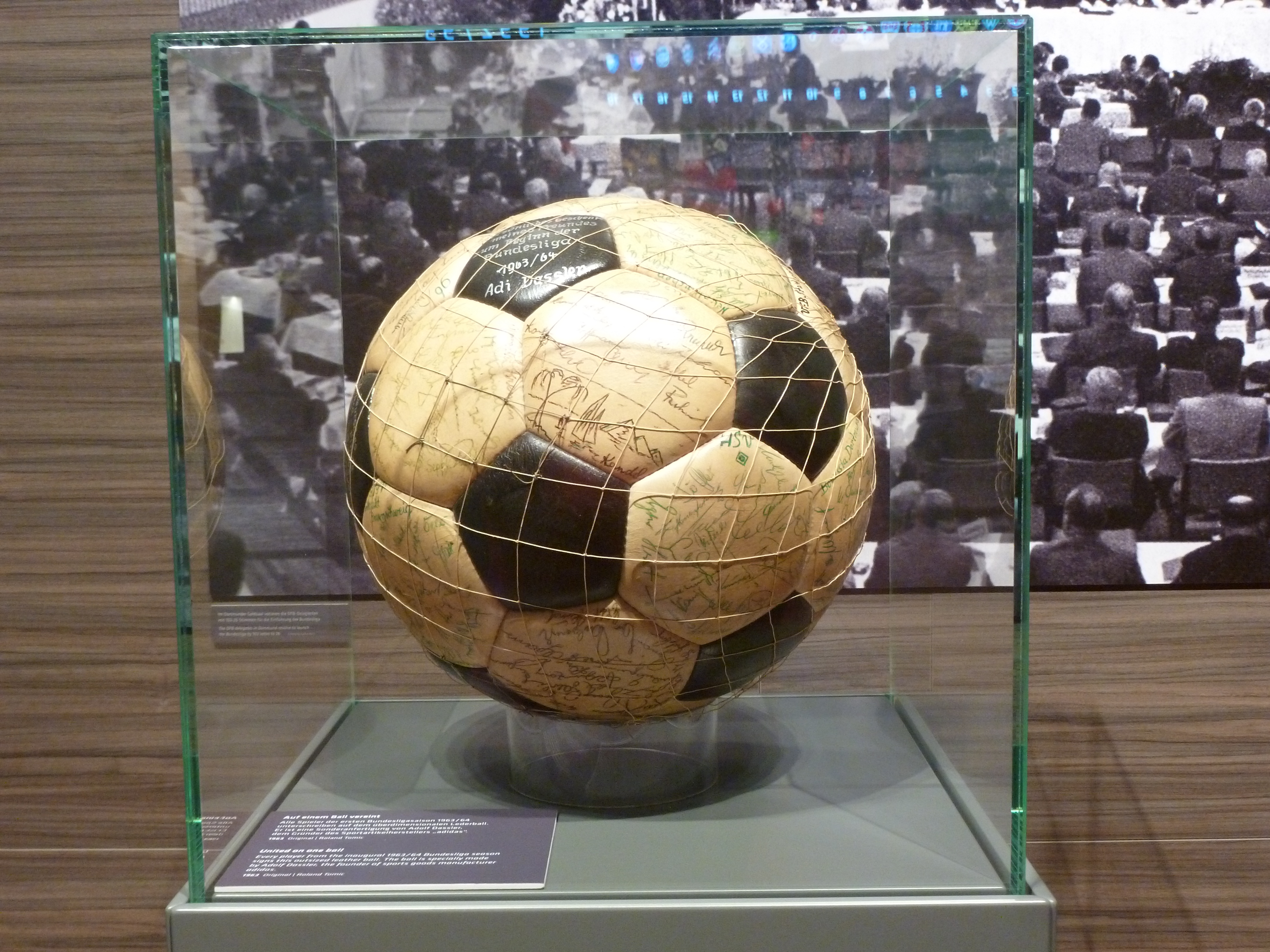
Sonderanfertigung eines Fußballes von Adi Dassler mit den Unterschriften aller Spieler der ersten Fußball-Bundesligasaison 1963/64 (Foto: 2016)

Das Deutsche Fußballmuseum soll lebendiger Erinnerungs- und Erfahrungsort deutscher Fußballgeschichte sein. Dabei steht die Information über fußballhistorische Ereignisse und die Entwicklung des Sports in all seinen Facetten ebenso im Mittelpunkt wie soziale und gesellschaftliche Themen rund um den Fußballsport. „Das Museum soll ausdrücklich besucherorientiert gestaltet sein und strebt eine hohe Erlebnisqualität und Attraktivität an. Es soll informieren, zum Nachdenken anregen, überraschen, berühren, begeistern – mit einem Wort: unterhalten. Dazu bedient es sich modernster Ausstellungskonzepte und -medien.“ Das Museum soll als „Forum der Begegnung und Diskussion für […] Fans und Vereine, Freunde und Förderer, Partner und Sponsoren“ dienen. „Dazu tragen Veranstaltungen wie Galas und Empfänge, Preisverleihungen und Pressekonferenzen, Lesungen und TV-Produktionen in einem separaten Eventbereich bei“, heißt es im Leitbild der DFB-Stiftung Deutsches Fußballmuseum.
Mario Götze stiftete seinen Schuh, mit dem er im WM-Finale gegen Argentinien das entscheidende Tor geschossen hatte, für die größte Spende an die Hilfsorganisation Ein Herz für Kinder. Ein unbekannter Spender übermittelte am Abend des 6. Dezember 2014 die Höchstsumme von zwei Millionen Euro. Bundestrainer Joachim Löw verkündete daraufhin, dass das sporthistorische Schuhwerk im neuen Deutschen Fußballmuseum ausgestellt werde. Tatsächlich wird aber der rechte Schuh ausgestellt. Im Juli 2020 überließ Götze dem Museum zudem seine Auszeichnung für das Tor des Jahrzehnts, welches er im WM-Endspiel 2014 erzielte.

## Aufbau

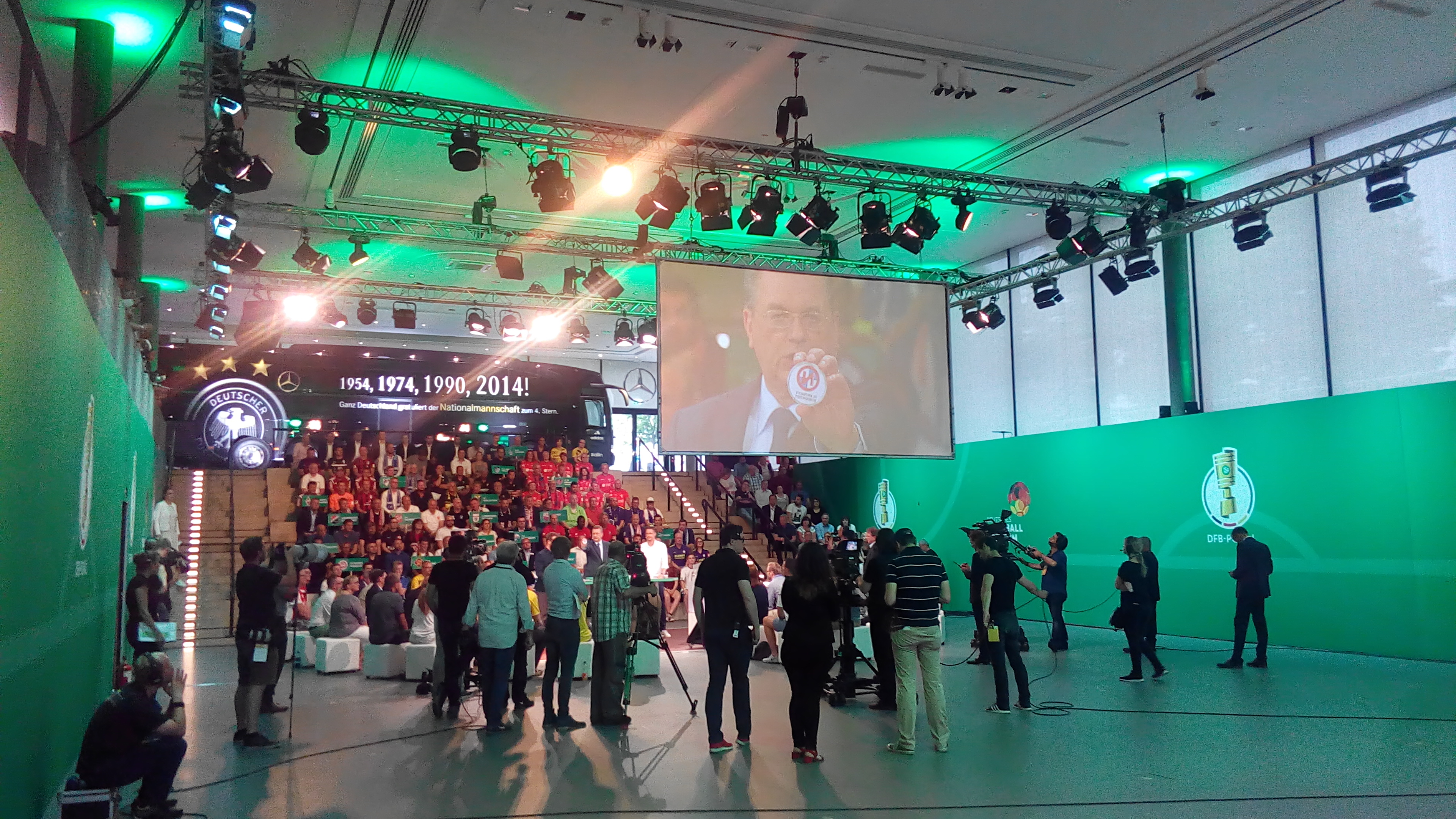
Auslosung der 1. Runde des DFB-Pokals 2017/18 in der Multifunktionsarena

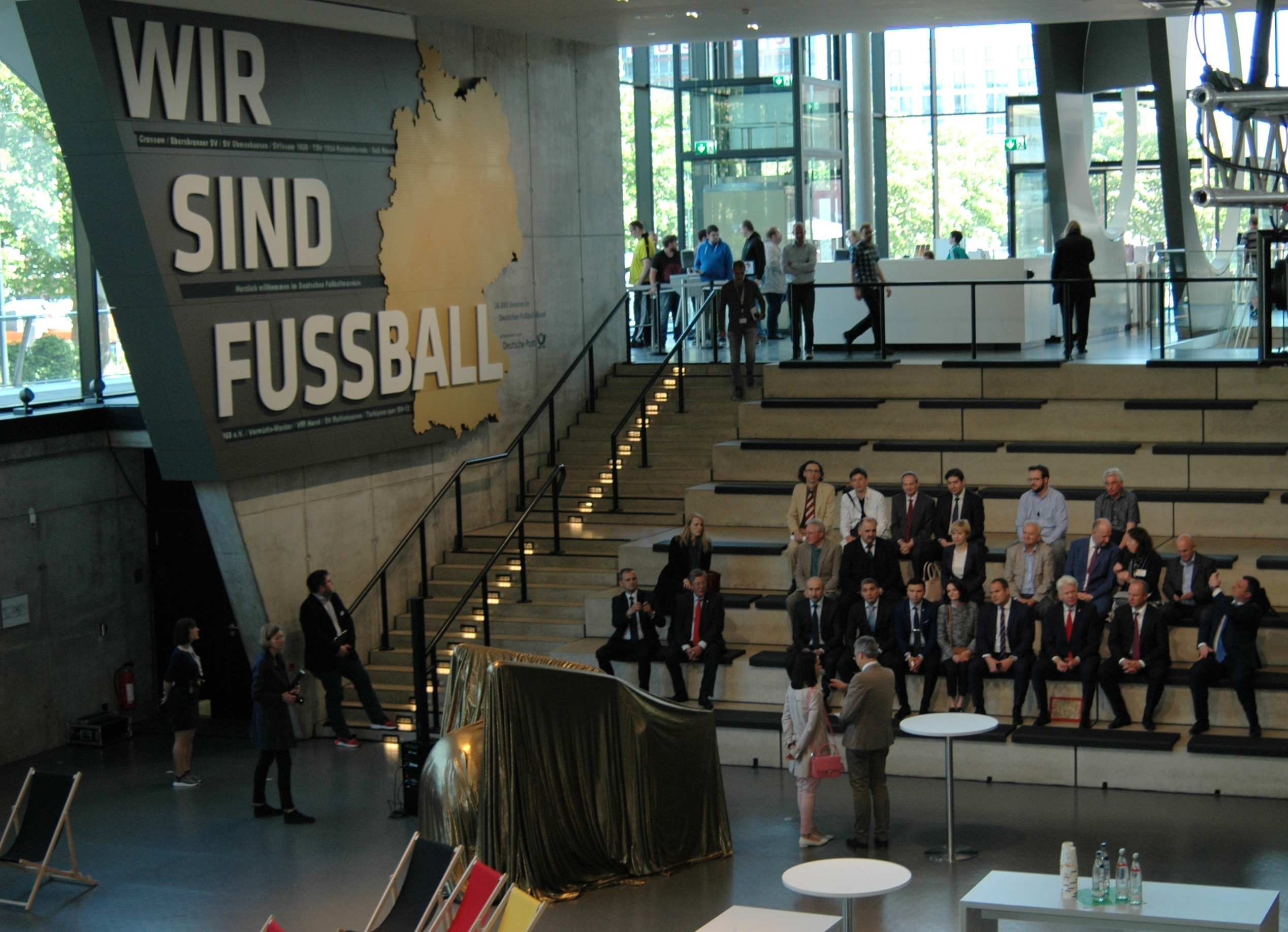
Blick in die Multifunktionsarena bei der Enthüllung des Dortmund/Rostow-Rhinos 2018

Der Rundgang durch das Museum beginnt im zweiten Obergeschoss. Dieses ist dem nationalen Fußball gewidmet. Über ein 3D-Kino erreicht der Besucher das erste Obergeschoss, welches den Vereinsfußball behandelt. Im Untergeschoss gibt es eine Multifunktionsarena, die sich für verschiedene Veranstaltungsformate nutzen lässt. Das gesamte Gebäude ist als barrierearm konzipiert.

## Kultur- und Veranstaltungsprogramm
Das Kultur- und Veranstaltungsprogramm des Deutschen Fußballmuseums ANSTOSS vertieft Themen aus der musealen Dauerausstellung aber auch aus der tagesaktuellen Debatte mit unterschiedlichen Formaten von Film- und Liederabenden über Gesprächsrunden bis hin zu Lesungen. Zu diesem Zweck gibt es im Museum auch einen 3D-Kinosaal.
Im Februar 2017 philosophierten beispielsweise der Fußballtrainer Thomas Tuchel mit dem Geisteswissenschaftler Hans Ulrich Gumbrecht über die Schönheit des Spiels.
Seit der Saison 2017/18 finden außerdem die Auslosungen des DFB-Pokals am Sonntag nach der jeweiligen Pokalrunde ab 18 Uhr im Fußballmuseum statt und werden live in der Sportschau übertragen. 2018 wurde im Zuge der Feier zur vierzigjährigen Städtepartnerschaft zwischen Dortmund und Rostow am Don mit dem Dortmund/Rostow-Rhino ein weiteres der Geflügelten Nashörner im Deutschen Fußballmuseum enthüllt, das nach der Fußball-Weltmeisterschaft auf dem Platz von Rostow am Don aufgestellt wird.
Unabhängig von fußballbegleitenden Veranstaltungen können Räume des Museums auch anderweitig genutzt werden – für Kindergeburtstage, Preisverleihungen oder nächtliche Führungen bis zu Auftritten berühmter Persönlichkeiten.

## Hall of Fame
Für die neue Hall of Fame des deutschen Fußballs wurden im November 2018 elf Spieler und ein Trainer gewählt. Im April 2019 eröffnete die Ruhmeshalle als ein Teil der Dauerausstellung des Hauses. Die Aufnahme der Gründungsmitglieder wurde mit einer Gala gefeiert. Die ersten elf Spielerinnen und ihre Trainerin wurden 2019 in die Hall of Fame aufgenommen und in den folgenden Jahren um weitere Spieler erweitert. Die Mitglieder der Hall of Fame werden durch eine Jury, die sich aus führenden deutschen Sportjournalisten und dem Museumsdirektor zusammensetzt, berufen und einmal jährlich im Rahmen einer feierlichen Gala aufgenommen.
- Die erste Männer-Elf der Hall of Fame:

Trainer: Sepp Herberger

Spieler: Sepp Maier, Franz Beckenbauer, Andreas Brehme, Paul Breitner, Matthias Sammer, Lothar Matthäus, Günter Netzer, Fritz Walter, Gerd Müller, Helmut Rahn, Uwe Seeler
- Die erste Frauen-Elf der Hall of Fame:

Trainerin: Tina Theune

Spielerinnen: Silke Rottenberg, Doris Fitschen, Steffi Jones, Nia Künzer, Renate Lingor, Silvia Neid, Martina Voss-Tecklenburg, Bettina Wiegmann, Inka Grings, Heidi Mohr, Birgit Prinz
- Weitere Spieler: Nadine Angerer, Michael Ballack, Hans-Jürgen Dörner, Horst Eckel, Klaus Fischer, Ariane Hingst, Oliver Kahn, Christa Kleinhans, Jürgen Klinsmann, Andreas Möller, Wolfgang Overath, Helmut Schön, Anne Trabant-Haarbach, Rudi Völler, Berti Vogts, Bärbel Wohlleben

## Organisation und DFB-Stiftung Deutsches Fußballmuseum gGmbH
Die DFB-Stiftung Deutsches Fußballmuseum gGmbH mit Sitz in Dortmund wird von den Geschäftsführern Manuel Neukirchner (DFB) und Tobias Moos geleitet. Moos übernahm zum 1. Januar 2025 die Position des kaufmännischen Geschäftsführers von Dr. Klaus Berding. Die Gesellschafterversammlung der gemeinnützigen GmbH besteht zu gleichen Teilen aus Vertretern des DFB-Präsidiums und der Stadt Dortmund.

## Auszeichnungen
- 2017: European Museum of the Year Award (EMYA) – Nominierung[24]
- 2017: Luigi Micheletti Award und DASA Award der European Museum Academy (EMA) – Nominierung[25]
- 2017: Location Award, Kategorie Kultur-Location für Events – Nominierung[26]
- 2018: Location Award, Kategorie Eventlocations für Incentives – Nominierung[27]

## Kritik
Kritik am Deutschen Fußballmuseum übte der Bund der Steuerzahler. Die Verwendung öffentlicher Mittel für ein Museum mit Bezug auf Fußballgeschichte und Fußballkultur sei die Ausgabe von „zu viel Steuergeld für eine Nebensache“. Im Oktober 2019 wurde bekannt, dass die Schatzkammer des Deutschen Fußballs hohe Verluste schreibt. Da sich der DFB lediglich mit 250.000 Euro pro Jahr beteiligt, muss die Stadt Dortmund den Rest aufbringen. Diese hat für den Doppelhaushalt 2020/21 eine Summe von 660.000 Euro für das Fußballmuseum eingeplant. Der DFB pocht auf weitere Verlust-Übernahme durch die Stadt, da man Dortmund ein Haus geschenkt habe. Ärger bei den Fußballfans brachten auch die hohen Eintrittspreise für das Museum. Auch deshalb wurden die erwarteten Besucherzahlen von 300.000 Besuchern im Jahr bei Weitem nicht erreicht. Aufgrund fehlender Sponsoren soll der Zuschuss der Stadt Dortmund für 2019 auf 727.000 Euro und ab 2020 auf 900.000 Euro pro Jahr steigen.
Der Autor Moritz Rinke vertritt in seiner Reportage die Meinung, dass ein Besuch im Deutschen Fußballmuseum den Besucher „Berührungen zurück in das eigene Leben, in die Kindheit, in die Erinnerung“ erleben lasse und die Ausstellung „szenografisch und multimedial gestaltet“ sei.
Die Chefkorrespondentin der New York Times Alison Smale schreibt in ihrem Essay Ein Museum über Fußball – und über Deutschland davon, dass das Museum den Vergleich mit der deutschen Vergangenheit nicht scheue: „Die Nationalmannschaft von 1941 wird vor dem Spiel gegen Schweden mit Nazi-Gruß gezeigt. Ein berüchtigter Propagandafilm aus dem Jahr 1944 zeigt die jüdischen Insassen im Nazi-Ghetto Theresienstadt […] beim Fußballspielen und einem angeblich entspannten Leben. In Wirklichkeit sind die meisten von ihnen nach Auschwitz deportiert worden“.
Christian Wacker schrieb, dass „die meisten Objekte Kopien, Faksimile oder Zweitobjekte“ seien. Weiterhin kritisierte er die unzureichende Einbindung der Besucher mit den Worten „Wie ein Provinzmuseum aus den Achtzigern“.

## Ausstellungen

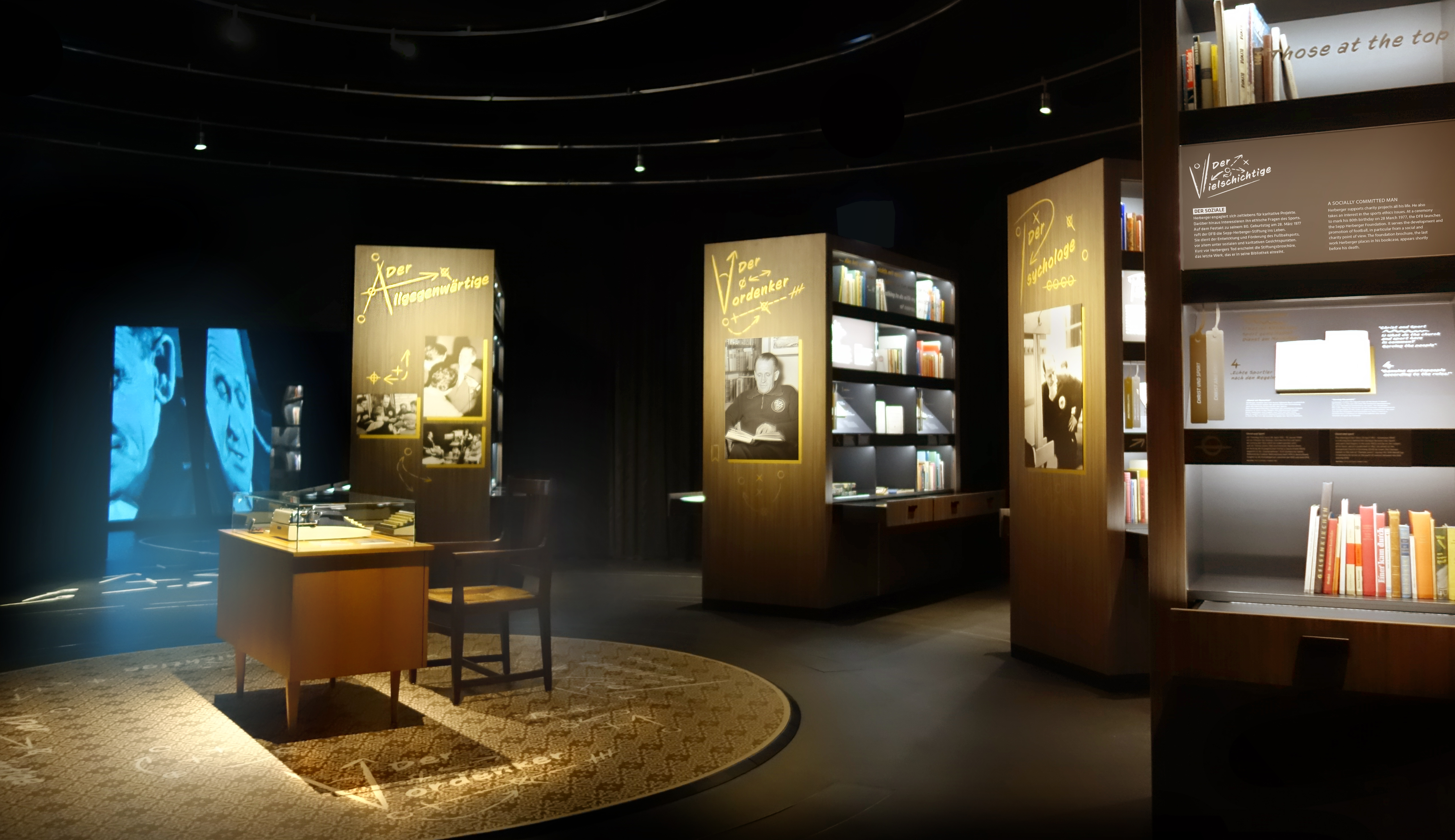
Sonderausstellung im Deutschen Fußballmuseum 2017: Herbergers Welt der Bücher – Die unbekannten Seiten der Trainer-Legende

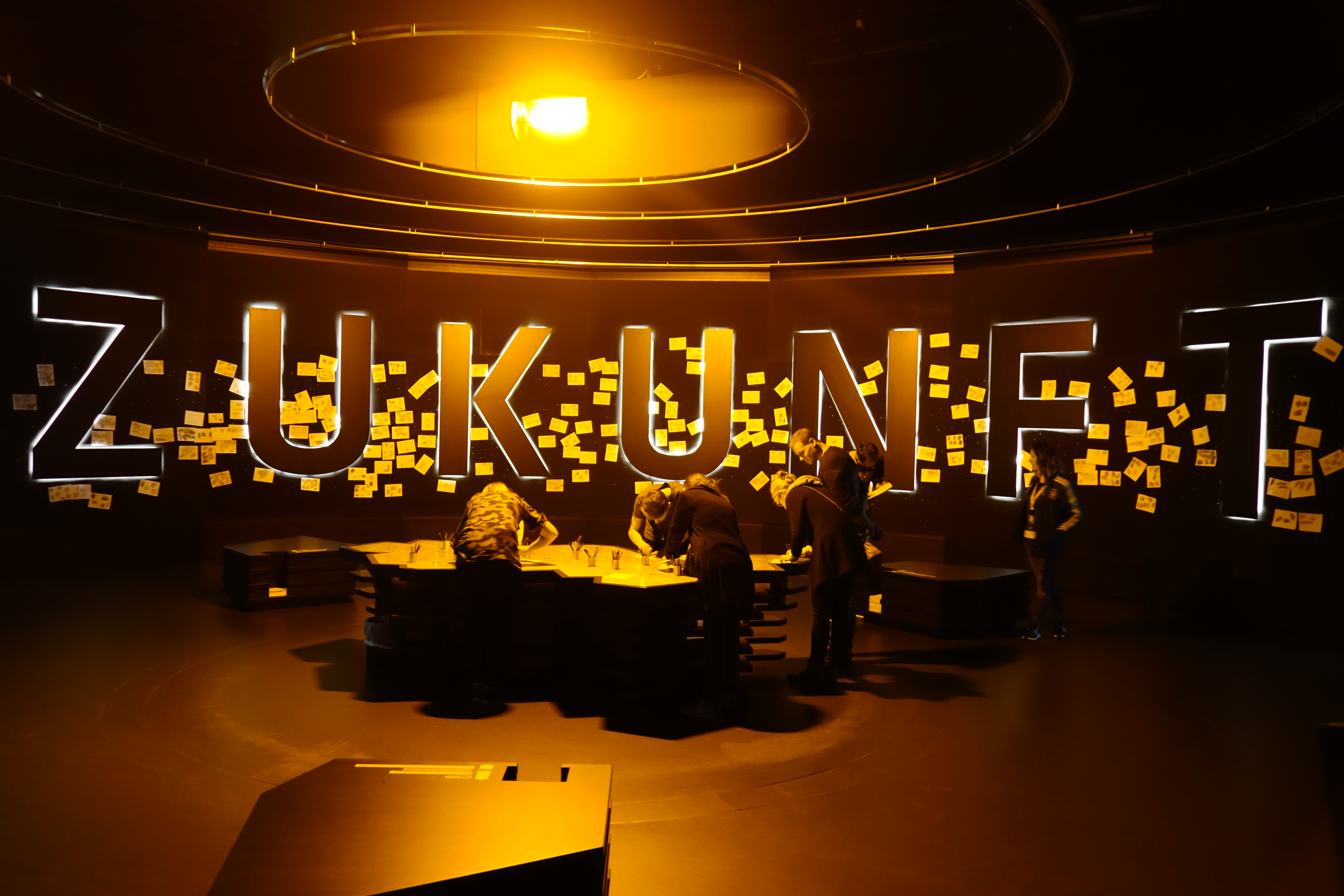
Sonderausstellung im Deutschen Fußballmuseum 2018: Schichtwechsel – FußballLebenRuhrgebiet

- 2015: 25 Jahre Deutsche Fußball-Einheit[37]
- 2016: 50 Jahre Wembley – Der Mythos in Momentaufnahmen[38]
- 2017: Zwischen Erfolg und Verfolgung – Jüdische Stars im deutschen Sport bis 1933 und danach[39]
- 2017: Herbergers Welt der Bücher – Die unbekannten Seiten der Trainer-Legende[40]
- 2018: Schichtwechsel – FußballLebenRuhrgebiet[41]
- 2022: Online-Lexikon Niemals vergessen verfolgter Jüdischer Fußballer und Sportler[42]
- 2024: In Motion – Art & Football[43][44]

## Besucherzahlen
Im Jahr 2024 hatte das Museum mit 289.000 Besuchern einen neuen Rekord erreicht. Dies entspricht einem Anstieg von 40 % gegenüber dem bisherigen Rekordjahr 2023.